# Xylosma capillipes
Xylosma capillipes är en videväxtart som beskrevs av André Guillaumin. Xylosma capillipes ingår i släktet Xylosma och familjen videväxter. Inga underarter finns listade i Catalogue of Life.